# Église Saint-Denis de Roinville
L'église Saint-Denis de Roinville est une église paroissiale catholique, dédiée à saint Denis, située dans la commune française de Roinville et le département de l'Essonne.

## Historique
L'église est construite au XIe siècle et reconstruite au XVe siècle. 
Le grand clocher date du XIVe siècle et le chœur est daté du XVe siècle. 
Depuis un arrêté du 21 décembre 1984, l'église est classée au titre des monuments historiques.

## Description
La nef et le clocher sont de style roman, et le chœur en style gothique. 

## Pour approfondir